# Стратиграфия. Геологическая корреляция
«Стратиграфия. Геологическая корреляция» (англ. Stratigraphy and Geological Correlation) — рецензируемый геологический научный журнал РАН по вопросам стратиграфии, издаваемый на русском и английском языках.

## Описание
Тематика журнала — стратиграфия, биостратиграфия, геологическая корреляция и хронология Земли.
C 1993 года журнал публикует научные статьи о фундаментальных и прикладных аспектов стратиграфии и корреляции геологических событий и процессов во времени и пространстве.
Журнал индексируется в РИНЦ, Scopus, Google Scholar и других системах.

### Редколлегия
Главный редактор — член-корреспондент РАН Герман, Алексей Борисович
Заместители главного редактора:
- Федонкин, Михаил Александрович
- Рогов, Михаил Алексеевич